# 잠호 아크 용접

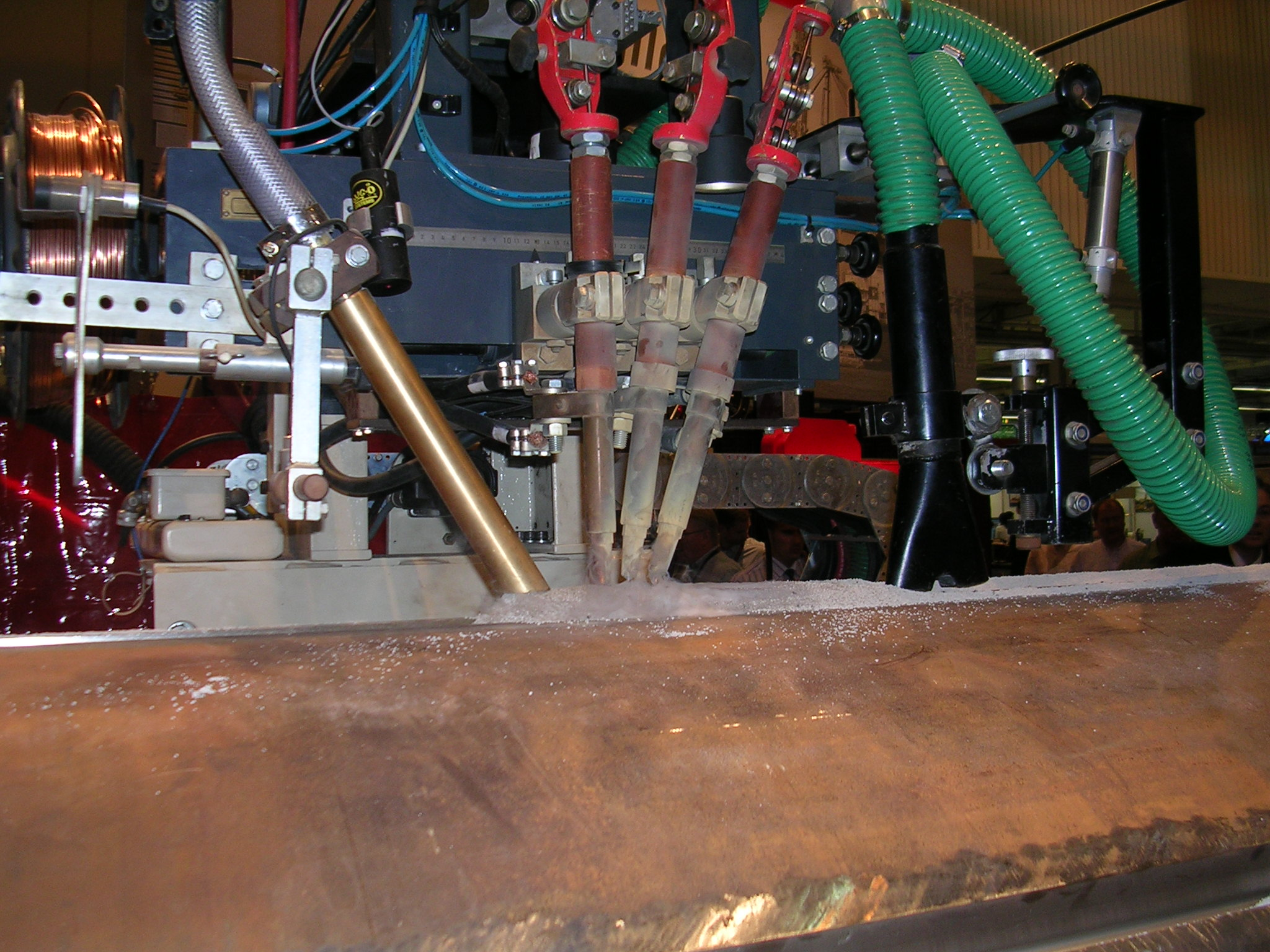
잠호 아크 용접

잠호 아크 용접 (SAW)은 일반적인 아크 용접 공정이다.

## 특징
사용하는 용접봉은 나용접봉이며, 자동으로 일정한 크기의 아크가 생긴다. 아크는 피복제에서 일어나기 때문에 빛은 밖으로 새어 나오지 않는다. 피복제가 아크와 접촉하면서 녹고, 녹은 슬래그가 다시 쇳물을 덮어서 용접 금속을 보호한다. 일반적으로 지름이 큰 와이어에 많은 전류를 흘려 보내기 때문에 효과적인 용접이 이루어진다.

## 참조
- American Welding Society, Welding Handbook, Vol 2 (9th ed.)